# Campanula exigua
Campanula exigua là loài thực vật có hoa trong họ Hoa chuông. Loài này được Rattan mô tả khoa học đầu tiên năm 1886.